# Meneng
Meneng ou Menen, en nauruan Meneñ, est un des quatorze districts et une des huit circonscriptions électorales de Nauru.

## District

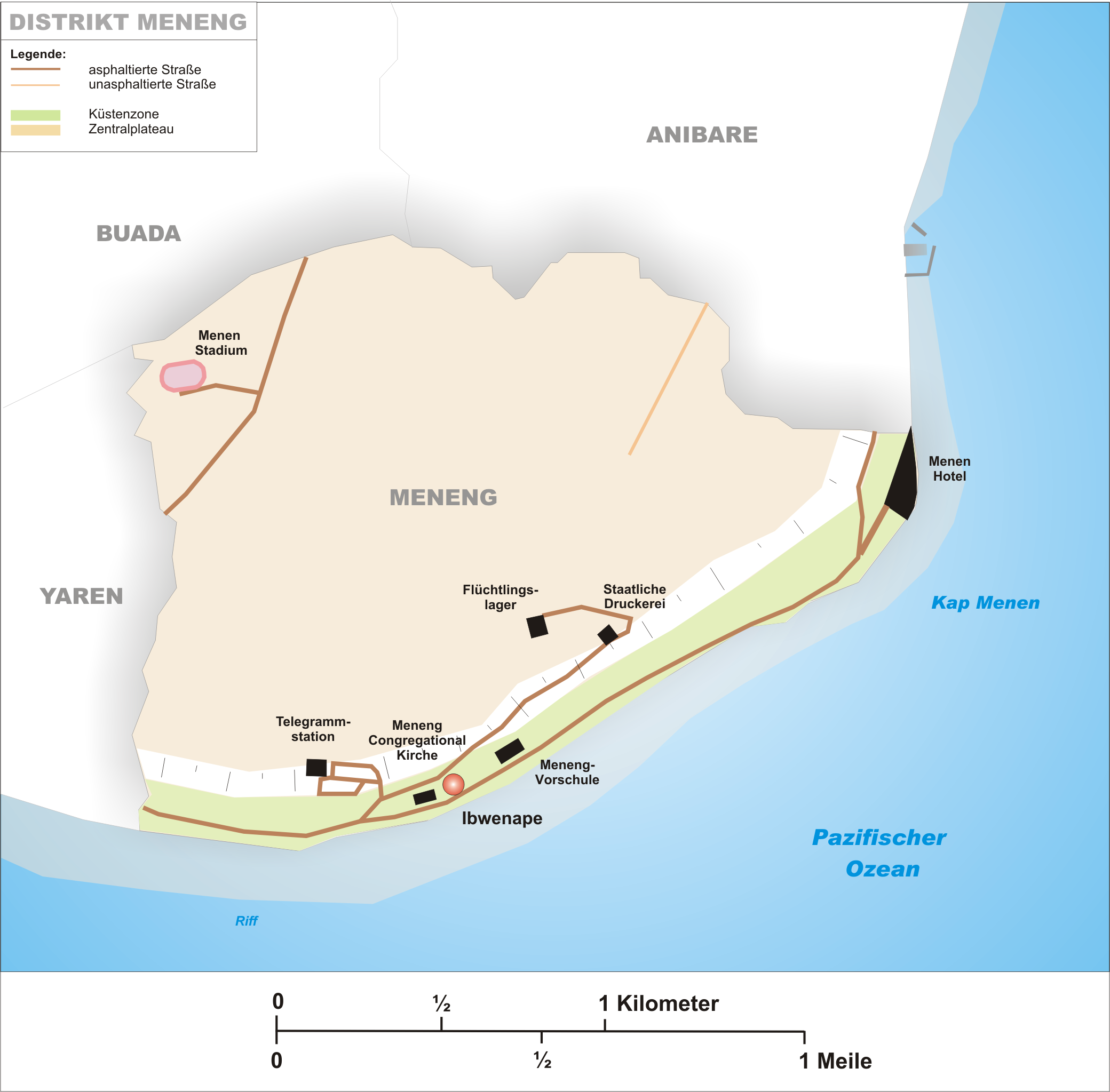
Carte du district de Meneng.

### Géographie
Meneng se trouve dans le Sud-Est de l'île de Nauru. Il est bordé par l'océan Pacifique au sud-est et par les districts d'Anibare au nord, Buada au nord-ouest et Yaren à l'ouest. Le cap Menen qui se trouve dans le district constitue la limite Sud de la baie d'Anibare.
Son altitude moyenne est de 25 mètres (minimale : 0 mètre, maximale : 45 mètres) et sa superficie est de 3,1 km2 (premier rang sur quatorze).

### Infrastructures
Meneng abrite sur son territoire de nombreuses infrastructures : l'hôtel Menen, le stade Menen et l'ancienne résidence présidentielle tous deux reconvertis en camp de réfugiés dans le cadre de la Solution du Pacifique, l'imprimerie nationale, un jardin d'enfants, la station télégraphique et l'église congrégationnelle Meneng fondée par Alois Kayser en 1904.

### Population
Meneng est peuplé de 1 316 habitants (premier rang sur quatorze) avec une densité de population de 456,9 hab/km2.
La zone correspondant au district de Meneng était composée à l'origine de dix-huit villages : Anabaredi, Anawe, Aniwen, Araji, Aribimomo, Arwango, Atabwagabap, Atae, Ataro, Atowedudu, Atsiyeiubar, Awidayungiyung, Badi, Bagabap, Era, Ibwe, Irebedi et Weo.

## Circonscription électorale

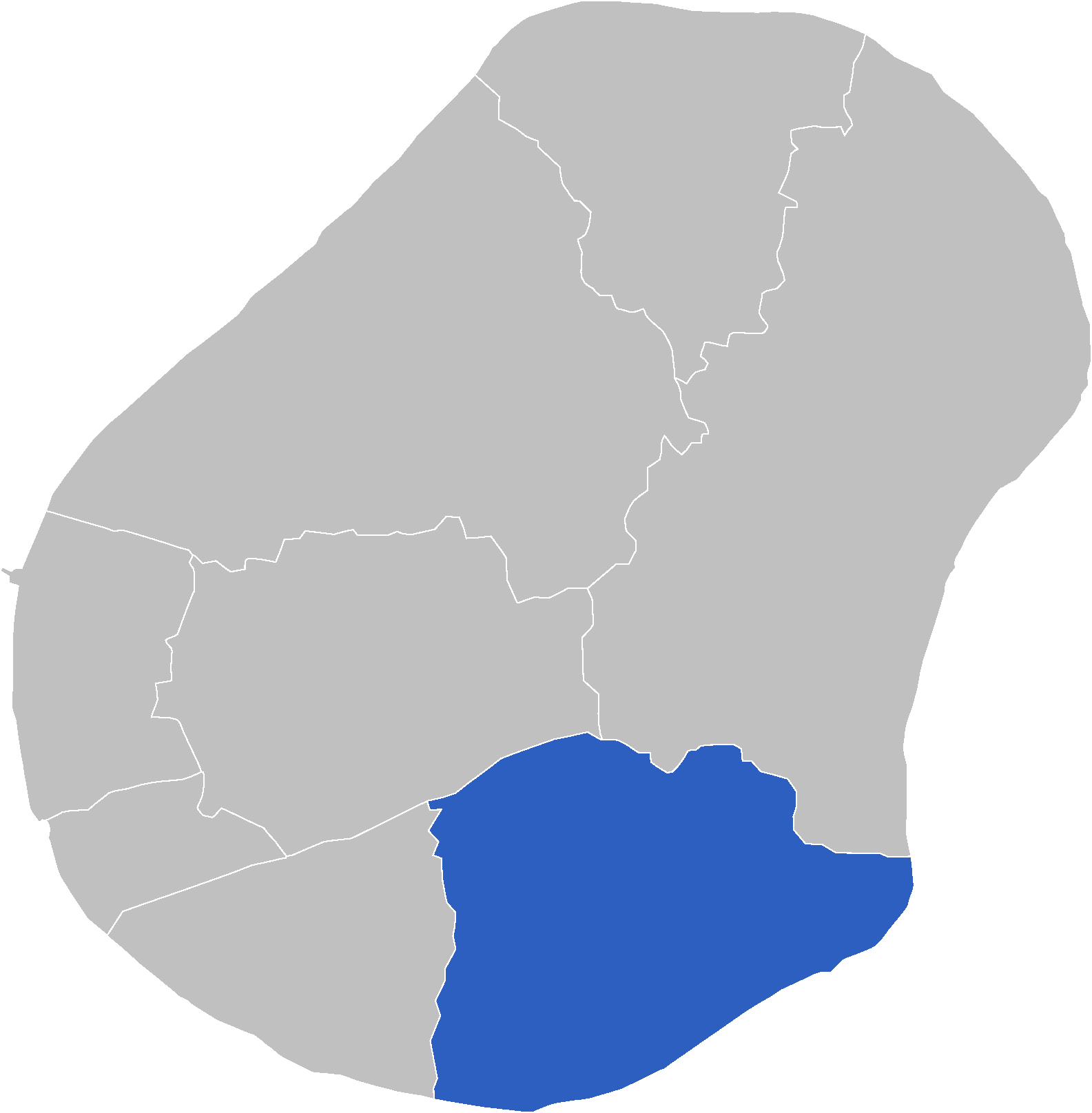
Carte de localisation de la circonscription électorale de Meneng.

Meneng fourni deux élus au Parlement de Nauru au terme des élections législatives.
| Candidat         | Valeur des votes |
| ---------------- | ---------------- |
| Dogabe Jeremiah  | 298,6            |
| Nimrod Botelanga | 294,56           |
| Sprent Dabwido   | 262,35           |
| Rykers Solomon   | 187,35           |
| Simpson Simon    | 159,71           |
| Paul Aingimea    | 159,63           |
| John Bop         | 155              |
| Sire Demaure     | 147,9            |
| Ralph Steven     | 133,14           |

| Candidat         | Valeur des votes |
| ---------------- | ---------------- |
| Dogabe Jeremiah  | 279,5            |
| Sprent Dabwido   | 239,73           |
| Lionel Aingimea  | 205,36           |
| Doneke Kepae     | 198,47           |
| Nimrod Botelanga | 190,72           |
| Rykers Solomon   | 181,96           |
| Simpson Simon    | 151,4            |
| Porthos Bop      | 147,61           |
| Roxen Agadio     | 137,59           |
| Lockeley Denuga  | 133,41           |